# سفارت اندونزی در اسلو
سفارت اندونزی در اسلو (به لاتین: Embassy of Indonesia) یک منطقهٔ مسکونی و نمایندگی سیاسی این کشور در نروژ است که در Oslo Municipality واقع شده‌است.